# Beykan Şimşek
Beykan Şimşek (Aydın, Turquía; 1 de enero del 1995) es un futbolista Turco. Su posición es delantero y su actual club es el Elazığspor SK de la TFF Tercera División.

## Trayectoria

### Göztepe SK
El 5 de enero de 2021 se hace oficial su llegada al Göztepe SK firmando un contrato hasta 2023.

### Bandırmaspor
El 20 de enero de 2022 se hace oficial su llegada al Bandırmaspor como préstamo hasta final de temporada.

## Selección nacional

### Participaciones en selección nacional
| Torneo                                                                  | Categoría | Sede    | Resultado    | Partidos | Goles |
| ----------------------------------------------------------------------- | --------- | ------- | ------------ | -------- | ----- |
| Fase de clasificación para el Campeonato Europeo Sub-17 de la UEFA 2011 | Sub-17    | Serbia  | No clasificó | 5        | 4     |
| Fase de clasificación par la Eurocopa Sub-21 de 2017                    | Sub-21    | Polonia | No clasificó | 1        | 0     |

## Estadísticas

### Clubes
Actualizado al último partido jugado el 25 de mayo de 2024.
| Fenerbahçe S. K. Turquía | 1.ª                 | 2012-13             | 1   | 0  | 2  | 1 | - | - | 3   | 1  | 0.33 |
| Fenerbahçe S. K. Turquía | Total               | Total               | 3   | 1  | 0  | 0 | 0 | 0 | 3   | 1  | 0.33 |
| Karabükspor Turquía | 1.ª                 | 2013-14             | 10  | 1  | 3  | 3 | - | - | 13  | 4  | 0.31 |
| Karabükspor Turquía | Total               | Total               | 10  | 1  | 3  | 3 | 0 | 0 | 13  | 4  | 0.31 |
| Adana Demirspor Turquía | 2.ª                 | 2014-15             | 25  | 7  | 4  | 1 | - | - | 29  | 8  | 0.28 |
| Adana Demirspor Turquía | Total               | Total               | 25  | 7  | 4  | 1 | 0 | 0 | 29  | 8  | 0.28 |
| Sivasspor Turquía | 1.ª                 | 2015-16             | 25  | 4  | 1  | 0 | - | - | 26  | 4  | 0.15 |
| Sivasspor Turquía | 2.ª                 | 2016-17             | 13  | 1  | 6  | 0 | - | - | 19  | 1  | 0.05 |
| Sivasspor Turquía | Total               | Total               | 38  | 5  | 7  | 0 | 0 | 0 | 45  | 5  | 0.11 |
| Altınordu F. K. Turquía | 2.ª                 | 2016-17             | 5   | 1  | -  | - | - | - | 5   | 1  | 0.20 |
| Altınordu F. K. Turquía | Total               | Total               | 5   | 1  | 0  | 0 | 0 | 0 | 5   | 1  | 0.20 |
| Sakaryaspor Turquía | 3.ª                 | 2017-18             | 31  | 13 | 1  | 0 | - | - | 32  | 13 | 0.41 |
| Sakaryaspor Turquía | Total               | Total               | 31  | 13 | 1  | 0 | 0 | 0 | 32  | 13 | 0.41 |
| Osmanlispor F. K. Turquía | 2.ª                 | 2018-19             | 28  | 3  | 1  | 0 | - | - | 29  | 3  | 0.10 |
| Osmanlispor F. K. Turquía | 2.ª                 | 2019-20             | 26  | 6  | -  | - | - | - | 26  | 6  | 0.23 |
| Osmanlispor F. K. Turquía | 2.ª                 | 2020-21             | 15  | 5  | -  | - | - | - | 15  | 5  | 0.33 |
| Osmanlispor F. K. Turquía | Total               | Total               | 69  | 14 | 1  | 0 | 0 | 0 | 70  | 14 | 0.20 |
| Göztepe SK Turquía | 1.ª                 | 2020-21             | 6   | 1  | -  | - | - | - | 6   | 1  | 0.17 |
| Göztepe SK Turquía | 1.ª                 | 2021-22             | 6   | 1  | 1  | 0 | - | - | 7   | 1  | 0.14 |
| Göztepe SK Turquía | Total               | Total               | 12  | 2  | 1  | 0 | 0 | 0 | 13  | 2  | 0.15 |
| Bandırmaspor Turquía | 2.ª                 | 2021-22             | 14  | 1  | -  | - | - | - | 14  | 1  | 0.07 |
| Bandırmaspor Turquía | Total               | Total               | 14  | 1  | 0  | 0 | 0 | 0 | 14  | 1  | 0.07 |
| Kocaelispor Turquía | 3.ª                 | 2022-23             | 29  | 8  | -  | - | - | - | 29  | 8  | 0.28 |
| Kocaelispor Turquía | Total               | Total               | 29  | 8  | 0  | 0 | 0 | 0 | 29  | 8  | 0.28 |
| Elazığspor S. K. Turquía | 4.ª                 | 2023-24             | 27  | 8  | -  | - | - | - | 27  | 8  | 0.29 |
| Elazığspor S. K. Turquía | Total               | Total               | 27  | 8  | 0  | 0 | 0 | 0 | 27  | 8  | 0.29 |
| Total en su carrera | Total en su carrera | Total en su carrera | 261 | 60 | 19 | 5 | 0 | 0 | 280 | 65 | 0.23 |
| (1) Incluye datos de Copa de Turquía. (2) Incluye datos de Liga Europa de la UEFA. (3) No incluye goles en partidos amistosos. |                     |                     |     |    |    |   |   |   |     |    |      |

## Palmarés

### Títulos nacionales
| Título          | Club          | País    | Año     |
| --------------- | ------------- | ------- | ------- |
| Copa de Turquía | Fenerbahçe SK | Turquía | 2012-13 |